# Eternity
Eternity treći je studijski album britanskog death/doom-sastava Anathema. Diskografska kuća Peaceville Records objavila ga je 11. studenoga 1996.

## Pozadina
Eternity odmiče se od death/doom stila iz prva dva albuma Anatheme, s većom upotrebom klavijatura i uglavnom čistim vokalom. Sadrži verzije pjesme "Hope" Roya Harpera.
Posljednji je album s bubnjarom Johnom Douglasom prije njegovog povratka u sastav 1998.

## Popis pjesama
| 1.    | »Sentient«                           |                  | Daniel Cavanagh            | 2:59 |
| 2.    | »Angelica«                           | Duncan Patterson | Daniel Cavanagh            | 5:51 |
| 3.    | »The Beloved«                        | Vincent Cavanagh | Daniel Cavanagh            | 4:44 |
| 4.    | »Eternity Part I«                    | Patterson        | Patterson                  | 5:35 |
| 5.    | »Eternity Part II«                   | Patterson        | Patterson                  | 3:12 |
| 6.    | »Hope« (obrada Roya Harpera)         | Roy Harper       | David Gilmour              | 5:55 |
| 7.    | »Suicide Veil«                       | Patterson        | Daniel Cavanagh, Patterson | 5:11 |
| 8.    | »Radiance«                           | Daniel Cavanagh  | Daniel Cavanagh            | 5:52 |
| 9.    | »Far Away«                           | Patterson        | Patterson                  | 5:30 |
| 10.   | »Eternity Part III«                  | Patterson        | Patterson                  | 4:44 |
| 11.   | »Cries on the Wind«                  | Patterson        | Daniel Cavanagh, Patterson | 5:01 |
| 12.   | »Ascension« (instrumentalna skladba) |                  | Daniel Cavanagh            | 3:20 |
| 57:54 |                                      |                  |                            |      |

| Bonus pjesme na japanskom izdanju | Bonus pjesme na japanskom izdanju       | Bonus pjesme na japanskom izdanju | Bonus pjesme na japanskom izdanju | Bonus pjesme na japanskom izdanju | Bonus pjesme na japanskom izdanju | Bonus pjesme na japanskom izdanju | Bonus pjesme na japanskom izdanju | Bonus pjesme na japanskom izdanju | Bonus pjesme na japanskom izdanju |
| Br.                               | Skladba                                 | Tekstopisac                       | Skladatelj                        | Trajanje                          |                                   |                                   |                                   |                                   |                                   |
| --------------------------------- | --------------------------------------- | --------------------------------- | --------------------------------- | --------------------------------- | --------------------------------- | --------------------------------- | --------------------------------- | --------------------------------- | --------------------------------- |
| 13.                               | »Far Away« (akustična verzija)          | Patterson                         | Patterson                         | 5:23                              |                                   |                                   |                                   |                                   |                                   |
| 14.                               | »Eternity Part III« (akustična verzija) | Patterson                         | Patterson                         | 5:06                              |                                   |                                   |                                   |                                   |                                   |
| 15.                               | »Sleepless 96«                          | Darren White                      | Daniel Cavanagh                   | 4:30                              |                                   |                                   |                                   |                                   |                                   |
| 72:53                             |                                         |                                   |                                   |                                   |                                   |                                   |                                   |                                   |                                   |

## Zasluge
| Anathema - Vincent Cavanagh – vokal, gitara - Daniel Cavanagh – gitara, klavijature - Duncan Patterson – bas-gitara - John Douglas – bubnjevi Dodatni glazbenici - Les Smith – klavijature - Roy Harper – narracija (u pjesmi "Hope") - Michelle Richfield – vokal | Ostalo osoblje - Tony Platt – produkcija, inženjer zvuka - Martin Wilding – inženjer zvuka (asistent) - Jan Anderson – mastering - Mez – naslovnica - Porl Medlock – fotografije (sastava) |